# 耳叶散爵床
耳叶散爵床（学名：Rostellularia diffusa var. hedyotidifolia）为爵床科爵床属下的一个变种。

## 扩展阅读
- 維基物種上的相關：耳叶散爵床